# Paradrymonia ommata
Paradrymonia ommata är en tvåhjärtbladig växtart som beskrevs av L.E. Skog. Paradrymonia ommata ingår i släktet Paradrymonia och familjen Gesneriaceae. Inga underarter finns listade i Catalogue of Life.